# 哥雅獎
哥雅獎（西班牙語：Premios Goya）是西班牙國內重要的電影獎項，由西班牙電影藝術學院（AACCE）於1987年開始舉辦，首次頒獎典禮於馬德里舉行。哥雅獎座是一個小型的銅製弗朗西斯科·戈雅半身像。

## 獎項
- 最佳影片
- 最佳導演
- 最佳男主角
- 最佳女主角
- 最佳原創劇本
- 最佳改編劇本
- 最佳新人導演
- 最佳男配角
- 最佳女配角
- 最佳新人男演員
- 最佳新人女演員
- 最佳製作
- 最佳攝影
- 最佳剪輯
- 最佳原創配樂
- 最佳原創歌曲
- 最佳藝術指導
- 最佳服裝設計
- 最佳化妝與髮型設計
- 最佳音效
- 最佳特效
- 最佳劇情短片
- 最佳動畫長片
- 最佳動畫短片
- 最佳紀錄長片
- 最佳紀錄短片
- 最佳歐洲電影
- 國際哥雅獎
- 榮譽哥雅獎

## 外部連結
- 官方网站（西班牙語）
- Official Spanish Cinema Academy website （页面存档备份，存于）（西班牙語）
- Goya Awards on IMDb （页面存档备份，存于）